# Kanakia
Kanakia (en grec, Κανάκια) és un poble i un jaciment arqueològic de l'illa de Salamina (Grècia). L'any 2011 tenia 206 habitants.

## Arqueologia

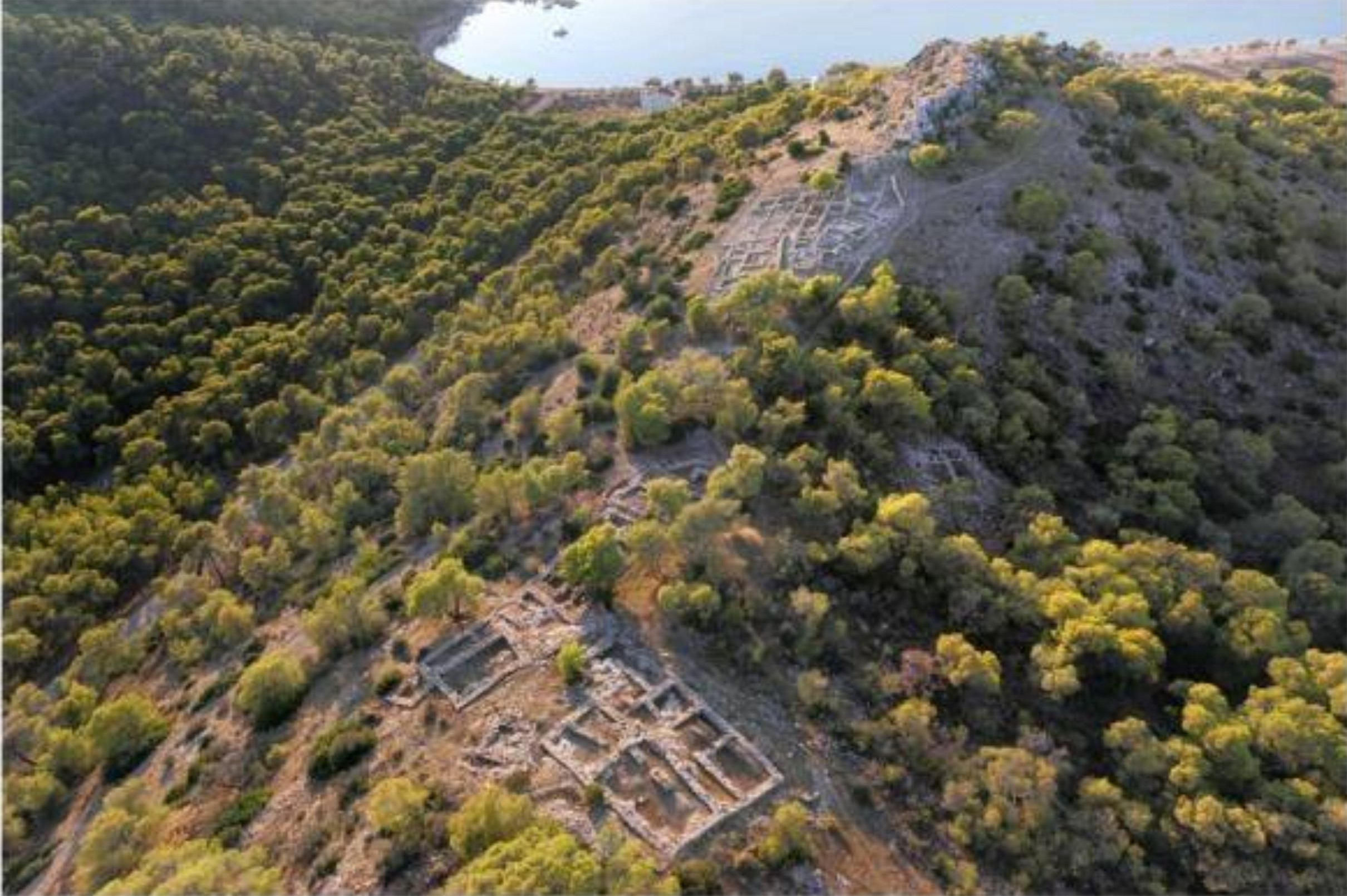
Vista de l'acròpoli micènica de Kanakia

En aquest lloc s'han dut a terme, des de l'any 2000, excavacions arqueològiques a càrrec de la Universitat de Ioànnina dirigides per Giannos Lolos.
Les recerques efectuades mostren que el llogaret fou habitat des del Neolític final (si fa no fa des del IV mil·lenni ae). La major prosperitat se'n donà en el període micènic, amb una acròpoli i dos ports naturals, que va florir durant el s. XIII ae i fou abandonat al XII ae.
En l'acròpoli s'ha trobat un conjunt d'edificis de caràcter palatí. Per la importància de les restes trobades, s'estima que a Kanakia estava el centre polític de Salamina, la qual cosa s'ha relacionat amb l'entrada del catàleg de les naus de la Ilíada referent a Salamina, el contingent de tropes de la qual comandava el mític guerrer Àiax el Gran.
Entre les troballes, destaquen alguns objectes d'origen xipriota i oriental, com una placa de bronze d'una armadura de tipus oriental, amb un segell reial egipci de Ramsés II.